# Lenka Šarounová
Lenka Šarounová (Dobřichovice, 26 de julho de 1973) é uma astrônoma checa, que tem descoberto vários asteroides.
O asteroide 10390 Lenka foi assim nomeado em sua homenagem.